# دریاچه پتیشه
دریاچه پتیشه (به فرانسوی: Lac de Pétichet) یک از دریاچه‌های چهارگانه لافری که در جنوب دریاچه بزرگ لافری قرار گرفته است . از امکانات توریستی دریاچه می‌توان به ماهیگیری ، پیاده‌روی ، پیک‌نیک اشاره کرد . کمپ لس‌میولتس در جنوب دریاچه پتیشه قرار دارد که یک کمپ برهنگی می‌باشد . 

## حیوانات دریاچه
- سسک تالابی زیتونی
- زلف‌قرمزی معمولی
- اردک‌ماهی
- هواماهی